# بيلي ماجنوسن
وليام جريجوري ماجنوسن (بالإنجليزية: William Gregory Magnussen)‏ هو ممثل أمريكي من مواليد 20 أبريل 1985.

## أعماله
- إختر

## طالع أيضًا
- بروس ديرن
- كيفين بولك

## وصلات خارجية
- بيلي ماجنوسن على موقع IMDb (الإنجليزية)
- بيلي ماجنوسن على موقع ألو سيني (الفرنسية)
- بيلي ماجنوسن على موقع ميوزك برينز (الإنجليزية)
- بيلي ماجنوسن على موقع أول موفي (الإنجليزية)
- بيلي ماجنوسن على موقع قاعدة بيانات برودواي على الإنترنت (الإنجليزية)
- بيلي ماجنوسن على موقع قاعدة بيانات الأفلام السويدية (السويدية)
- بيلي ماجنوسن على موقع ديسكوغز (الإنجليزية)
- بيلي ماجنوسن على موقع قاعدة بيانات الفيلم (الإنجليزية)
- بيلي ماجنوسن على موقع كينوبويسك (الروسية)